# Sarò sempre tuo padre
Sarò sempre tuo padre è una miniserie televisiva italiana in due puntate diretta da Lodovico Gasparini, andata in onda su Rai 1 il 29 e 30 novembre 2011. Gli interpreti principali sono Beppe Fiorello, Ana Caterina Morariu, il piccolo Dario Florica.

## Trama
Il film narra la storia di Antonio Rubino che è un venditore di auto ed è sposato con Diana. I due hanno un figlio di sette anni, Andrea, e sembrano essere felici, almeno fino al giorno dell'anniversario del loro matrimonio quando l'uomo scopre una sconcertante verità: la moglie non è più innamorata di lui e a nulla servono i suoi tentativi di riconquistarla.
La separazione è l'unica soluzione ai problemi. Da una parte c'è Diana che tenta di riappropriarsi della sua indipendenza e della sua mancata autostima, dall'altra Antonio che deve confrontarsi con la dura realtà di uomo lasciato. Si appresta così a cercare una nuova casa, risparmiare per pagare gli alimenti e superare il brutto momento a denti stretti. Ormai la sua famiglia non è più il luogo tranquillo in cui ha vissuto finora.
Il tempo passa, e, mentre Diana riesce a condurre una vita tranquilla, Antonio cade nel baratro: sente che la sua vita è un fallimento e il poco tempo che ha per vedere il figlio non gli basta per esercitare il suo ruolo di padre. La solitudine e i suoi dubbi sul ruolo di padre e marito lo gettano nella disperazione più totale. Tanto più che un bel giorno, dopo i suoi continui problemi sul lavoro, viene licenziato dalla concessionaria. Si ritrova così a 40 anni senza famiglia e senza occupazione. Cominciano i ritardi negli appuntamenti, le dimenticanze nei confronti del figlio, tutti segnali che agli occhi di Diana sono le solite mancanze di uomo poco responsabile. Nonostante il parere contrario di suo padre, che ha sempre voluto bene ad Antonio, la donna si convince che l'intervento di avvocati e ordinanze dei tribunali è inevitabile. Stanco e psicologicamente distrutto, Antonio non ha neanche un posto per dormire. L'unico rifugio, per ora, è quello offerto dalla mensa della Caritas. Antonio continua ad affondare ancora di più. L'avvocato della moglie diventa il suo nemico numero uno e la difficoltà di trovare un lavoro è sempre più pesante. Il suo ruolo di papà è messo ogni giorno che passa in discussione, tanto più che per il compleanno degli otto anni di Andrea non si presenta alla festa perché non ha potuto comprargli il regalo che il figlio ha chiesto.
Ma proprio nel momento di maggior sconforto Antonio incontra un piccolo gruppo di nuovi amici che vivono la stessa condizione di padri separati e senza lavoro. Grazie al loro sostegno e all'aiuto di un'assistente sociale riuscirà a riconquistare una nuova linfa vitale, trovare un lavoro e diventare il papà che ha sempre sognato di essere. Diana incontrerà il suo ex marito nella sua nuova occupazione, ovvero sempre venditore ma al supermercato, e rivedrà in lui l'Antonio di cui si era innamorata anni prima. Prima che possa rendersi conto di essere stata influenzata negativamente dalle sue amiche e dal suo avvocato, questi esporrà una diffida ad Antonio, che gli impedisce di vedere per sempre suo figlio. Allora Antonio, dopo l'iniziale disperazione, decide di fare ciò che sa fare meglio ovvero "vendere" sé stesso: con i suoi nuovi amici organizza una manifestazione che farà capire a Diana quanto sia stato sbagliato il suo gesto. La donna decide di permettere così ad Antonio di continuare a vedere suo figlio.

## Ascolti
| 1 | 29 novembre 2011 | Rai 1 | 6.713.000 | 23.91% |
| 2 | 30 novembre 2011 | Rai 1 | 8.135.000 | 29,28% |